# Immo Appenzeller

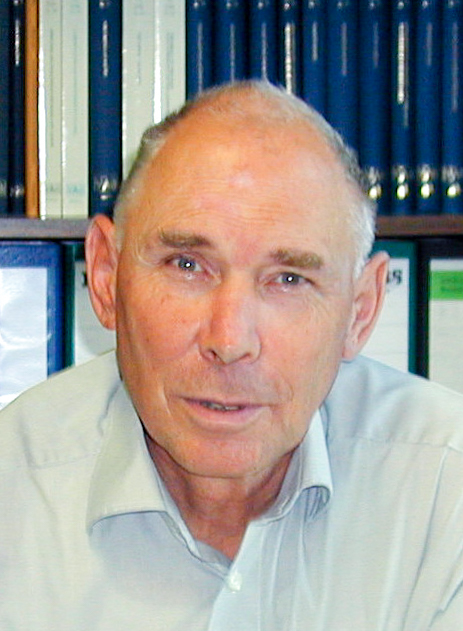
Immo Appenzeller, 2003

Immo Appenzeller (* 13. Mai 1940 in Urach (Württemberg)) ist ein deutscher Astronom.
Appenzeller studierte ab 1959 Physik an der Universität Tübingen und ab 1961 Physik und Astronomie an der Universität Göttingen, wo er 1966 promoviert wurde. Ab 1964 war am Yerkes-Observatorium der University of Chicago und ab 1967 Assistent in Göttingen. Nach der Habilitation 1970 war er dort Privatdozent und 1974 außerplanmäßiger Professor. 1972 war er Gastprofessor an der Universität Tokio. Ab 1975 war er Professor für Astronomie an der Universität Heidelberg und Direktor der Landessternwarte Heidelberg-Königstuhl. 1985/86 war er Dekan der Fakultät für Physik und Astronomie in Heidelberg. 2005 emeritierte er. 1998 bis 2000 war er zudem  kommissarischer Leiter des Max-Planck-Institut für Astronomie und 1982/83 Gastwissenschaftler an der University of Arizona.
Appenzeller forschte sowohl theoretisch zum Beispiel an Sternmodellen als auch in der Entwicklung von astronomischen Instrumenten. Er war maßgeblich am europäischen Very Large Telescope im ESO (European Southern Observatory) in Chile beteiligt (er war Projektleiter für das FORS Instrument, das in zwei Exemplaren als kombinierte Kamera und Spektrograph am VLT installiert ist), wo er unter anderem frühe Galaxien erforschte. Weitere Interessensgebiete sind massive, leuchtstarke Sterne, aktive Galaxien und Quasare, kosmische Röntgenstrahlenquellen.
Seit 1979 ist Appenzeller „Auswärtiges Wissenschaftliches Mitglied“ des Max-Planck-Instituts für Astronomie in Heidelberg. 2002 erhielt er den Gay-Lussac-Humboldt-Preis. 1991 wurde der Asteroid (2373) Immo nach ihm benannt. 1994 bis 1997 war er Generalsekretär der Internationalen Astronomischen Union. Er ist Mitglied der Heidelberger Akademie der Wissenschaften. Für 2015 wurde ihm die Karl-Schwarzschild-Medaille zugesprochen.

## Schriften
- High redshift galaxies - light from the early universe, Springer 2009
- Kosmologie und Teilchenphysik, Spektrum Verlag 1990
- Das Very Large Telescope, Physikalische Blätter Band 57, 2001, Nr. 10
- Introduction to Astronomical Spectroscopy, Cambridge Verlag 2013